# Macrones exilis
Macrones exilis är en skalbaggsart som beskrevs av Newman 1841. Macrones exilis ingår i släktet Macrones och familjen långhorningar. Inga underarter finns listade i Catalogue of Life.